# Clytocerus wollastoni
Clytocerus wollastoni är en tvåvingeart som beskrevs av Satchell 1955. Clytocerus wollastoni ingår i släktet Clytocerus och familjen fjärilsmyggor. Inga underarter finns listade i Catalogue of Life.